# N-بوتانول
n-بوتانول (به انگلیسی: n-Butanol) یک ترکیب شیمیایی با شناسه پاب‌کم ۲۶۳ است. شکل ظاهری این ترکیب، مایع بی‌رنگ است.